# Balance (band)
 For alternative betydninger, se Balance. (Se også artikler, som begynder med Balance)
Balance var en dansk musikgruppe med medlemmerne Jan Nørby (vokal og akustisk guitar), Benjamin Jensen (guitarist), Søren Skøtt (vokal og Keyboard), Hasse Krüger (trommeslager), og Thomas Fallemann (bassist).
Gruppen Balance blev dannet i 1996 og udsprang af kopibandet TAMBU der spillede Toto kopi.
For Balance var musikken essensen af kærlighed og drømmerier, og i 2001 udkom debutalbummet Make Up Your Mind, og Fyn fik hurtigt øjnene op for det nye band.
Gruppen er særlig kendetegnet ved deres westcoast-AOR-inspirerede pop/rockmusik med lette tekster om kærlighed. Undtaget er dog den politiske sang In the world around us som blev genudgivet 16. marts 2009.
Balance gik i opløsning i 2004 men genopstod en kort periode for at optræde i Kongens Have i Odense.

## Historien
I 2001 havde nyborgensiske Saybia fået en pladekontrakt, imens Balance stadig kæmpede med at finde 'balancen'. 
Produceren Søren Mikkelsen blev overtalt til at producere Balances første album og var medvirkende til at Balance fik fem stjerner i musiktidsskriftet Gaffa.
Den første single fra Make Up Your Mind var It’s You som opnåede en del spilletid på radiostationen The Voice, og nummeret var efterfølgende et radiohit i Chile.[kilde mangler]
Balance fik også en del tv-tid på lokalstationen TV 2/Fyn , hvor de bl.a. har optrådt med numrene Make up your mind og Times in my life.
Gruppens efterfølgende album And I åbnede vejen for en række opvarmningskoncerter for skotske Runrig og Gnags. 
Sangene blev primært skrevet af Jan Nørby og Søren Skøtt, i en uerstattelig symbiose, men hvis man kigger på værkerne, så skrev alle gruppens medlemmer sange og nåede alle at bidrage til gruppens relativt store musikalske katalog.
Balance fik aldrig det store gennembrud, men spillede flere hundrede koncerter og blev fremhævet for deres originalitet og opnåede stor kritikerros for deres eksperimenterende brug af forskellige tempo og stilskift inden for popmusikkens stramme rammer.

## Diskografi
- Balance (ep) (1999)
- How the story Ends (2001)
- And I (2002)
- Border Cross (2003)
- In The World Around Us (Single) (2009)